# 藤原菊男
藤原 菊男（ふじわら きくお、1926年8月13日- 2012年8月13日 ）は、日本の経営者。島津製作所社長、会長を務めた。

## 来歴・人物
京都府竹野郡丹後町出身。1952年に京都大学経済学部を卒業し、同年に島津製作所に入社。1979年6月に取締役に就任し、常務、専務を経て、1990年6月に副社長に就任し、1992年6月には社長に昇格した。1998年6月から会長を務め、2002年6月から相談役を務めた。
日本経済団体連合会常任理事、関西経済連合会常任理事なども歴任した。
1992年11月には藍綬褒章を受章し、1998年4月には勲二等瑞宝章を受章した。
2012年8月13日、京丹後市の海岸で遊泳中に死去。86歳没。